# هنري إتش كارتر
هنري إتش كارتر (بالإسبانية: Henry H. Carter) هو لغوي وكاتب إسباني، ولد في 28 يونيو 1905، وتوفي في 2001.